# Капсомер

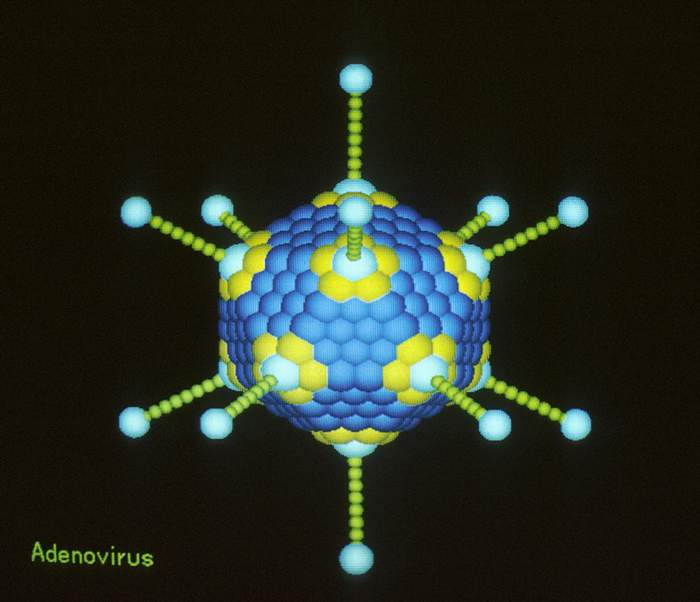
На этой схеме строения аденовируса отчётливо видны капсомеры.

Капсоме́р — структурная белковая субъединица капсида — внешней оболочки, защищающей генетический материал вируса. Формирование упорядоченной структуры капсида из капсомеров осуществляется путём самосборки. Капсомеры представляют собой группы повторяющихся белковых молекул (протомеров), связанных нековалентными связями. Капсомеры различимы в электронный микроскоп. Каждый капсомер может состоять как из одного, так и нескольких белков.